# Little Casterton
Little Casterton is een civil parish in het bestuurlijke gebied Rutland, in het Engelse graafschap Rutland met 218 inwoners.